# Neues Deutschland
Neues Deutschland (litt. « Nouvelle Allemagne ») est un quotidien allemand. Actuellement proche de Die Linke, qui, par le biais d'une coopérative en détient 50 % des parts, il était l'ancien organe officiel du SED, parti au pouvoir en République démocratique allemande.
Le quotidien était avec les journaux polonais Trybuna Ludu et tchécoslovaque Rudé Právo, coorganisateur de la Course de la Paix, épreuve cycliste par étapes sillonnant les routes polonaises, tchécoslovaques et de République démocratique allemande.

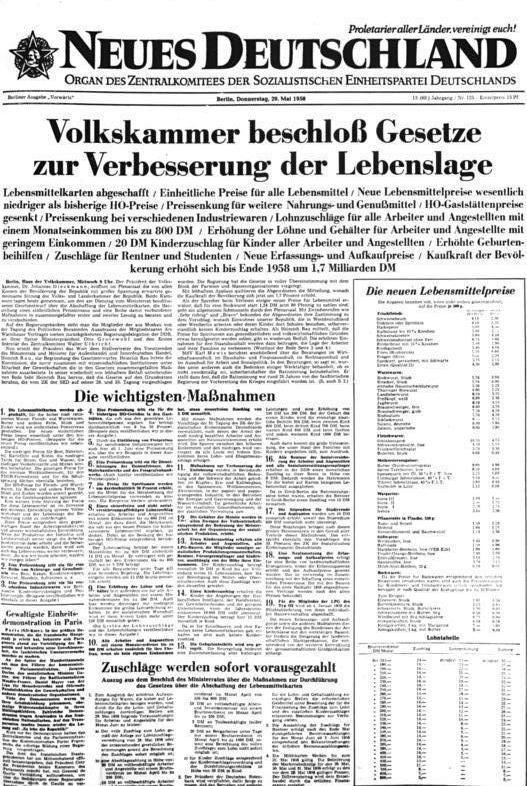
Première page de l'édition du 29 mai 1958.

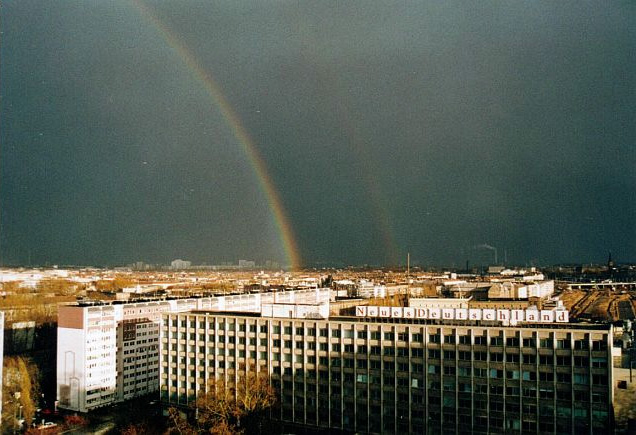
Siège du journal à Berlin.